# Přerubenice
Přerubenice település Csehországban, Rakovníki járásban. Přerubenice Milý, Kalivody és Bdín településekkel határos. Lakosainak száma 87 fő (2024. január 1.).

## Népesség
A település lakosságának változását az alábbi diagram mutatja:
| Lakosok száma | 153  | 175  | 171  | 127  | 63   | 68   | 71   | 71   | 79   | 87   |
|               | 1869 | 1900 | 1921 | 1961 | 1980 | 2011 | 2016 | 2019 | 2021 | 2024 |